# Sarath Fonseka

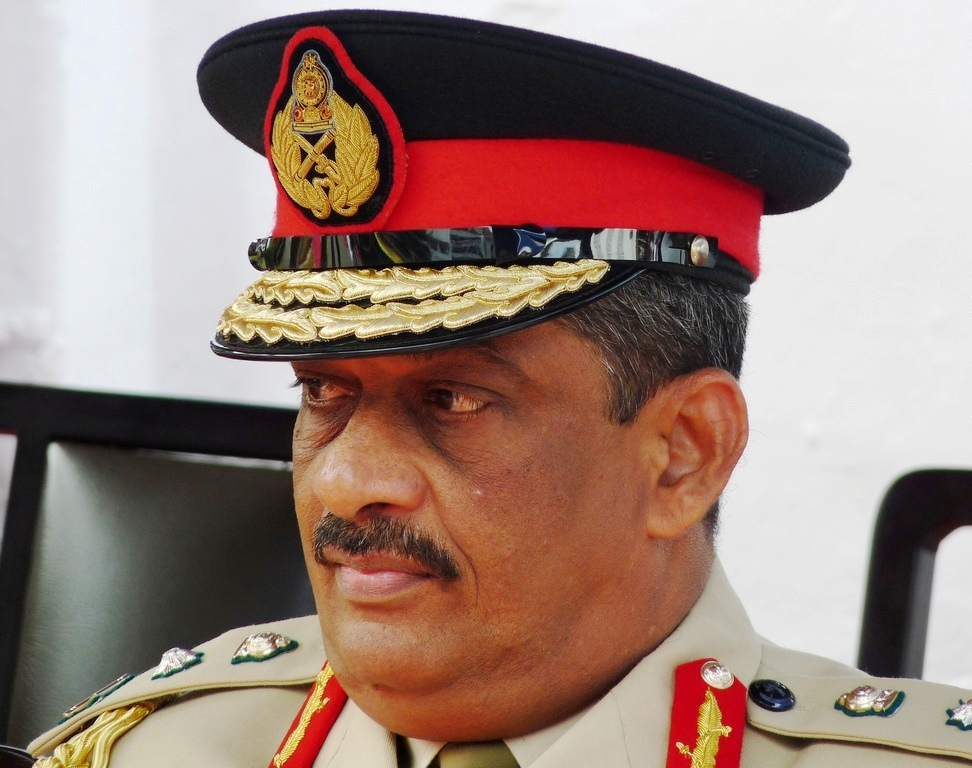
Sarath Fonseka (2010)

Gardihewa Sarath Chandralal Fonseka, kurz Sarath Fonseka (singhalesisch සරත් ෆොන්සේකා, Tamil சரத் பொன்சேகா; * 18. Dezember 1950 in Ambalangoda), ist ein Politiker und ehemaliger General aus Sri Lanka.

## Militär
Fonseka trat zu Friedenszeiten im Jahr 1970 in die Armee von Sri Lanka ein. Nach dem offenen Ausbruch des Bürgerkriegs in Sri Lanka kämpfte er auf Seiten der Regierungstruppen gegen die Liberation Tigers of Tamil Eelam. Vom 6. Dezember 2005 bis zum 15. Juli 2009 war er Oberbefehlshaber der sri-lankischen Armee. In diese Zeit fiel die Endphase des Bürgerkriegs, der mit einem vollständigen Sieg der Regierungstruppen über die Tamil Tigers endete. Nachdem Fonseka zunächst gut mit dem Präsidenten Mahinda Rajapaksa zusammengearbeitet hatte, kam es zum Zerwürfnis, da sich Fonseka von diesem zunehmend ins Abseits gedrängt fühlte. Am 16. November 2009 trat er von seinem Militärposten zurück, um sich auf die Kandidatur für die Präsidentschaftswahl im folgenden Jahr vorzubereiten.

## Politik

### Verlorene Präsidentschaftswahl gegen Rajapaksa
Bei der vorgezogenen Präsidentschaftswahl am 26. Januar 2010 trat Fonseka gegen den Amtsinhaber Mahinda Rajapaksa an, konnte sich aber mit 40,15 % erreichter Stimmen nicht durchsetzen. Fonseka warf Rajapaksa Wahlbetrug vor und wollte das Wahlergebnis anfechten lassen. Fonseka klagte über Manipulation des Wahlergebnisses durch Rajapaksa, gab allerdings zu, keine Beweise für die Anschuldigungen zu haben.
Am 8. Februar 2010 ließ ihn Rajapaksa festnehmen und warf ihm eine Verschwörung gegen die Regierung vor. Tags darauf kündigte Rajapaksa vorgezogene Parlamentsneuwahlen an.

### Verurteilung und Freilassung
Fonseka wurde im September 2010 in einem von ihm und seinen Anhängern als politisch bezeichneten Prozess wegen Korruption zu 30 Monaten Haft verurteilt. Am 18. November 2011 verurteilte ihn ein Gericht zu zusätzlichen drei Jahren Gefängnis. Ihm wurde vorgeworfen, falsche Beschuldigungen gegen Gotabaya Rajapaksa, Verteidigungsminister und Bruder des Präsidenten Mahinda Rajapaksa, erhoben und damit „Gerüchte verbreitet und für öffentliche Unordnung gesorgt“ zu haben. Fonseka hatte in einem Interview behauptet, Gotabaya Rajapaksa habe im Mai 2009 die Exekution von sich ergebenden Tamilen-Rebellen befohlen.
Am 19. Mai 2012, dem dritten Jahrestag der militärischen Niederlage der Tamilen-Rebellen der LTTE, ordnete Mahinda Rajapaksa schriftlich die Freilassung von Sarath Fonseka an. Die Vereinigten Staaten hatten ihn zuvor als politischen Gefangenen bezeichnet und wiederholt seine Freilassung gefordert. Ungeachtet seiner Freilassung blieb er fast aller bürgerlichen Rechte, seines Rangs und der damit verbundenen Pensionsansprüche auch weiterhin entkleidet. Hiergegen ist ein Verfahren anhängig.

### Politischer Neubeginn
Nach seiner Entlassung gründete Fonseka die Demokratische Partei, die am 1. April 2013 von der nationalen Wahlkommission offiziell registriert wurde. Sarath Fonseka wertete diesen Etappensieg als Beginn einer neuen Reise, deren Ziel die Wohlfahrt des Staates und seiner Bürger sei. Auch wenn er und seine Mitstreiter getötet würden – die Demokratische Partei müsse voranschreiten, um den notwendigen politischen Wandel in Sri Lanka einzuleiten. Als Emblem der Partei wurde die lodernde Flamme gewählt.
Nachdem der Oppositionskandidat Maithripala Sirisena auch mit der Unterstützung von Fonsekas Demokratischer Partei die Präsidentschaftswahl in Sri Lanka 2015 gewonnen hatte, kündigte er eine vollständige Rehabilitierung Fonsekas an. Am 21. Januar 2015 wurde Fonseka durch Präsident Sirisena vollständig rehabilitiert. Am 22. März 2015 wurde er von Präsident Sirisena „in Anerkennung seiner Verdienste beim Sieg über die Liberation Tigers of Tamil Eelam (LTTE)“ zum Feldmarschall – dem ersten in Sri Lanka – ernannt.